# コモロにおけるLGBTの権利
コモロにおけるLGBTの権利（コモロにおけるLGBTのけんり）では、コモロ連合におけるLGBTの法的状況について扱う。
コモロ国内においてはLGBTは法的な問題に直面している。コモロ国内における異性愛の性行為については13歳で既に承諾年齢として認められるのに対し、同性愛の性行為は「自然に反する行為」として違法行為にあたる。この「自然に反する行為」は、男性においても女性においても違法であり、法によって5年間の禁錮刑及び50,000から100,000コモロ・フランの罰金刑が定められている。同性婚は認められておらず、性的指向に関する差別からの法的な保護も特に定められていない。また、アメリカ合衆国国務省の2010年国別人権報告書は、「同性愛に関係する者は社会的な圧力によって自分たちの性的指向について議論することがこれまで行われず、またこのため国内にはLGBTに関する組織が存在しない」と言及している。